# Pebuar
Pebuar is een bestuurslaag in het regentschap Bangka Barat van de provincie Bangka-Belitung, Indonesië. Pebuar telt 792 inwoners (volkstelling 2010).